# Полядки (Минская область)
Полядки (бел. Палядкі) — деревня в Червенском районе Минской области Беларуси. Входит в состав Рованичского сельсовета.

## Географическое положение
Расположена в 31 километрах к северо-востоку от Червеня, в 93 км от Минска, на реке Белица. Сообщение с населённым пунктом осуществляется по 1,5-километровой грунтовой дороге, идущей в юго-восточном направлении от деревни Дубовручье. Через Полядки дорога, пересекая мост через Белицу, идёт в соседнюю деревню Погулянка Березинского района и далее до деревни Калинино. Участок дороги, проходящий по Червенскому району, непригоден для круглогодичного проезда. В мае 2019 года мост через Белицу обрушился.

## История
По письменным источникам известны с XVIII века. На 1800 год деревня в составе Игуменского уезда Минской губернии, являющаяся шляхетской собственностью, где насчитывалось 6 дворов и 40 жителей. На 1885 год околица в составе Беличанской волости. Согласно переписи населения Российской империи 1897 года околица, насчитывавшая 14 дворов, где проживали 82 человека. На 1908 год население сократилось до 73 человек, количество дворов осталось прежним. На 1917 год околица, где было 16 дворов, 71 житель (35 мужчин и 36 женщин). С февраля по декабрь 1918 года деревня была оккупирована немцами, с августа 1919 по июль 1920 — поляками. 20 августа 1924 года вошла в состав вновь образованного Хуторского сельсовета Червенского района Минского округа (с 20 февраля 1938 — Минской области). Во время Великой Отечественной войны деревня оккупирована немецко-фашистскими захватчиками в начале июля 1941 года. В её окрестностях развернули деятельность партизаны бригад «Разгром» и имени Щорса. На фронте погиб один житель деревни. Освобождена в начале июля 1944 года. На 1960 год население деревни составило 67 человек. На 1997 год здесь было 4 жилых дома и 5 жителей. На 2013 год 4 жилых дома, 4 постоянных жителя.

## Население
- 1800 — 6 дворов, 40 жителей
- 1897 — 14 дворов, 82 жителя
- 1908 — 14 двора, 73 жителя
- 1917 — 16 дворов, 71 житель
- 1926 —
- 1960 — 67 жителей
- 1997 — 4 двора, 5 жителей
- 2013 — 4 двора, 4 жителя